# Temporada 2002 del Rally Mobil
La temporada 2002 del Rally Mobil fue la 22° edición del Campeonato Chileno de Rally y tercera bajo el nombre actual.  Comenzó el 7 de abril y finalizó el 15 de diciembre. Contó con un total de 7 fechas, una de ellas con puntaje doble. Entre las novedades, está la inclusión de la fecha en Talca, a fines de septiembre en reemplazo de Temuco y el traslado del Rally del Pacífico, que hasta el año anterior se realizaba por los caminos de Puerto Montt, a la ciudad de Santiago, destinando la final a la fecha compartida de Osorno-Puerto Varas. 
Las categorías participantes fueron la N-2 (vehículos de tracción simple hasta 1600 c.c.). La N4 (vehículos hasta 2000 c.c. con tracción integral), conformada esta última solo por los Subaru Impreza WRX y la N-3 (vehículos de tracción simple hasta 2000 c.c.) y la N-1 (vehículos de tracción simple hasta 1400 c.c.) esta última donde tuvo su última temporada después de ser descontinuada, debido a la falta de participantes.
Hay dos hechos importantes que destacar en esta temporada, la primera es en la categoría N-4 con la inclusión del piloto argentino, Osvaldo Pirles, desde el rally de Concepción (segunda fecha del campeonato) quien se hizo ganador de tres fechas consecutivas y al final termina en segundo lugar en la clasificación general y la otra novedad importante es el "Campeonato de Marcas" en la categoría N-3.
La categoría N-4 se definió en la penúltima fecha a favor del piloto de San Felipe, Rolando Bienzobas, quien obtuvo el título de campeón por segunda vez en la categoría, el segundo fue para el argentino Osvaldo Pirles y el tercer lugar fue para el piloto de Concepción, Enzo Inoccenti.
En la Categoría N-3, que contó un número superior de participantes en esta temporada a diferencia de la anterior, los laureles se los llevó el piloto de Puerto Montt, Luis Westermeier, mientras que el campeonato de marcas, se la llevó el equipo Chevrolet-Davis Autos. En la N-2, se impuso el Santiaguino, Ricardo Concha y en la última temporada de la categoría N-1, los laureles se fueron nuevamente a Santiago con el piloto Enrique Castro.

## Participantes
Categoría N-4
| N° | Piloto            | Navegante                       | Auto               | Procedente de | Auspiciador                                             |
| -- | ----------------- | ------------------------------- | ------------------ | ------------- | ------------------------------------------------------- |
| 1  | Javier Fernández  | Luis Arias                      | Subaru Impreza WRX | Puerto Montt  | Autovald - Andespaña S.A. - Falken - Besoain            |
| 3  | Dino Innocenti    | Edgardo Galindo                 | Subaru Impreza STi | Concepción    | Mobil - Serfocol - Pirelli - SKC Comercial              |
| 4  | Rolando Biénzobas | Aldo Zambra                     | Subaru Impreza WRX | San Felipe    | Metropolis TV Cable - Banco Santander - Michelin - Momo |
| 5  | Sandro Peppi      | Fernando Rizopatrón             | Subaru Impreza WRX | Los Andes     | Metropolis TV Cable - Banco Santander - Michelin - Momo |
| 6  | Daniel Mas        | Macarena Pizarro                | Subaru Impreza STi | La Serena     | CMR Falabella - Pirelli - Automotora Valp - Home Store  |
| 7  | Rafael Lepe       | Eugenio Carvallo                | Subaru Impreza WRX | San Felipe    | Manquehue Net - Mall Marina Arauco                      |
| 8  | Enzo Innocenti    | Rodrigo Mora - Felipe Innocenti | Subaru Impreza WRX | Concepción    | Mobil - Serfocol - SKC Comercial - Abastible - Falken   |
| 60 | Osvaldo Pirles    | Sergio Dal-Dosso                | Subaru Impreza WRX | Argentina     | Point Cola - Adelco - Embotelladora Llacolén            |
| 61 | Alberto Innocenti | Carlo Innocenti                 | Subaru Impreza WRX | Concepción    | Mobil - Serfocol - SKC Comercial - Abastible - Falken   |
| 68 | Ronald Küpfer     | Ronald Küpfer Jr.               | Subaru Impreza WRX | Santiago      | Automotora Suiza                                        |

Categoría N-3/Campeonato de Marcas
| N° | Piloto                | Navegante           | Auto                      | Procedente de | Auspiciador                                                               |
| -- | --------------------- | ------------------- | ------------------------- | ------------- | ------------------------------------------------------------------------- |
| 9  | Gerardo Rosselot      | Javier Acevedo      | Nissan Primera            | Viña del Mar  | Entel Will - Automotriz Rosselot - Seguros Cruz del Sur - Mobil - Pirelli |
| 10 | Luis Ignacio Rosselot | Jaime Rojas         | Nissan Primera            | Viña del Mar  | Entel Will - Automotriz Rosselot - Seguros Cruz del Sur - Mobil - Pirelli |
| 11 | Ricardo Infante       | Nicolás Irarrázaval | Hyundai Coupe             | Santiago      | Automotores Gildemeister - Mobil - Pirelli                                |
| 12 | Ramón Ibarra          | Eduardo Aguirre Jr. | Hyundai Coupe             | Santiago      | Automotores Gildemeister - Mobil - Pirelli                                |
| 14 | Rolando Soto          | Manuel Jaurena      | Ford Focus                | Puerto Montt  | Ford Racing Team - Telefónica Móvil - Mobil - Pirelli                     |
| 15 | Gonzalo Huerta        | Pablo Vargas        | Ford Focus                | Santiago      | Ford Racing Team - Telefónica Móvil - Mobil - Pirelli                     |
| 16 | Alberto Pirola        | Claudio Torres      | Chevrolet Astra Hatchback | San Felipe    | Davis Autos - Goodyear - GMAC                                             |
| 17 | Cristóbal Geyger      | Sebastián Vera      | Chevrolet Astra Hatchback | San Felipe    | Davis Autos - Goodyear - GMAC - Facom                                     |
| 18 | Luis Westermeier      | Giovanni Innocenti  | Nissan Primera            | Puerto Montt  | Nissan Marubeni - Pioneer - Cecinas Braunau - Pirelli - Cecinas Schwerter |
| 19 | Juan Pablo Silva      | Carlos Siel         | Mitsubishi Lancer OZ      | Santiago      | Mitsubishi Motors - Samsung - Bellsouth - Forum - Pirelli                 |
| 20 | Christian Mackenna    | Carlos Peña         | Mitsubishi Lancer OZ      | Santiago      | Mitsubishi Motors - Samsung - Bellsouth - Forum - Pirelli                 |
| 21 | Fernando Cosmelli     | Simón Cosmelli      | Citroën Xsara             | Puerto Montt  | Citroën Chile - Copec Gaete - Mobil - Cecinas Braunau - Pirelli           |
| 22 | Claudio Valdivia      | Ricardo Espinoza    | Peugeot 206 2.0           | Puerto Montt  | Peugeot Chile - Revista Cosas - ValService - Gallyas - Pirelli            |
| 73 | Ricardo Valverde      | Manuel Rivera       | Subaru Impreza            | Nueva Braunau | Taller Panamericana Sur - New Dream Discoteque - Falken                   |

Categoría N-2
| N° | Piloto                  | Navegante               | Auto               | Procedente de | Auspiciador                                                                                  |
| -- | ----------------------- | ----------------------- | ------------------ | ------------- | -------------------------------------------------------------------------------------------- |
| 23 | Marcelo Pérez           | Sergio Rosas            | Mitsubishi Lancer  | Osorno        | Mirage Automotriz - Bigger Supermercados - Transportes Berrios - Neumáticos Osorno           |
| 24 | Ricardo Concha          | Emilio Acevedo          | Mitsubishi Lancer  | Santiago      | Scania - Mobil - Copec - Supermercados Santa Isabel                                          |
| 25 | Ernesto Rojas           | Gastón Riesco           | Proton Persona     | Santiago      | Easy - Recauchajes Irenesa - Bridgestone - Proterra                                          |
| 26 | Marcelo Yáñez           | Eduardo Frene           | Toyota Yaris       | Puerto Montt  | Distribuidora Rabié - Mayonesa Hellman´s - Clorox - Ballerina - Elite - Axe - Gillette Mach3 |
| 27 | Juan Pablo Mesa         | Juan Carlos Mesa        | Mitsubishi Colt    | Osorno        | Mesa Automotriz - Lilaescapes - Agua Mineral Puyehue                                         |
| 28 | Paulo Otero             | Claudio Gamín           | Mitsubishi Colt    | Santiago      | Automotriz Noack - Kit Car Aire Acondicionado - Viservi Seguridad - Falken                   |
| 29 | Carlos Barrie           | Andrea Barrie           | Chevrolet Corsa    | Santiago      | Davis Autos - Goodyear - GMAC                                                                |
| 30 | Juan Francisco Carrasco | María Victoria Carrasco | Chevrolet Corsa    | Punta Arenas  | Trans Car                                                                                    |
| 31 | Ricardo Vallebuona      | Patricio Kuschel        | Volkswagen Gol II  | Concepción    | Abastible - Casa Royal                                                                       |
| 33 | Matías Pilasi           | Antonio de Gavardo      | Mitsubishi Lancer  | Santiago      | Ron Bacardi - Sony Ericcson - Amistar - Michelin                                             |
| 34 | Carlos Francisco Pérez  | Mauricio Eusquiza       | Renault Clio       | Ovalle        | Car Fran - Automotriz Renault Sergio Escobar y Cia. - Serviteca Artigues                     |
| 35 | Macarena del Sante      | Isabel Chaparro         | Chevrolet Corsa    | Santiago      | Davis Autos - Goodyear - Entel Will - Ripley - Puma - Cachantun O2                           |
| 36 | José Luis Barrientos    | Álvaro Tassara          | Daewoo Lanos       | Puerto Montt  | Chocolates El Turista - Punta Brown                                                          |
| 40 | Horacio Lopez           | José Olguin             | Toyota Yaris       | Santiago      | Automotora Mitsui - Bridgestone/Firestone - DOS Producciones - Toyota Credit                 |
| 42 | Macarena Pizarro        | Rodrigo Chacon          | Volkswagen Polo    | La Serena     | CMR Falabella - Pirelli - Automotora Valp - Home Store                                       |
| 44 | Cristóbal Ibarra        | Jorge Serra             | Nissan Sentra II   | Santiago      | Alamo Rent a Car - Ramón Ibarra Karts - Viña Santa Ines de Martino - Yamacenter              |
| 45 | Jaime Hinzpeter         | Arturo Fierro           | Subaru Impreza 1.6 | Santiago      | Caterpillar - Brooks - Falken                                                                |
| 46 | Eduardo Valdés Padre    | Eduardo Valdés Jr.      | Seat Ibiza         | Santiago      | Covalco - Socovesa - Emei S.A.                                                               |
| 49 | Eduardo Fernández       | Francisco Acevedo       | Nissan Sentra II   | Santiago      | Automotora Agustinas - Nissan Cidef                                                          |
| 50 | Carlo Pirola            | Claudio Torres          | Chevrolet Corsa    | San Felipe    |                                                                                              |
| 72 | Carlos Burgos           | Cecilia Jarpa           | Nissan V16         | Talcahuano    | Cabur Competicion - Falken                                                                   |
| 74 | Pablo Danzinger         | Sergio Hecheleitner     | Volkswagen Polo    | Puerto Varas  |                                                                                              |

Categoría N-1
| N° | Piloto             | Navegante          | Auto               | Procedente de | Auspiciador                                                                             |
| -- | ------------------ | ------------------ | ------------------ | ------------- | --------------------------------------------------------------------------------------- |
| 37 | Marcelo Sanchez    | Christian Troncoso | Suzuki Swift       | Santiago      | Interesa - Neumáticos Hankook                                                           |
| 38 | Enrique Castro     | Alejandro Ortiz    | Toyota Yaris Sport | Santiago      | Automotora Mitsui - Bridgestone/Firestone - DOS Producciones - Toyota Credit            |
| 41 | Emilio Ahumada     | Marcelo Amar       | Daihatsu Sirion    | San Felipe    | Dolorub - Empreservi - Amortiguadores Atlanta - Ecolife - Mobil - Amortiguadores Rancho |
| 43 | Pietro Porfiri     | Eugenio Silva      | Daihatsu Sirion    | San Felipe    | Río Claro Exportaciones - Tocornal Autos - Ferretería Oriente                           |
| 47 | Gustavo González   | María Fernández    | Suzuki Swift       | Santiago      |                                                                                         |
| 51 | Felipe Saieg       | Omar Haddad        | Daihatsu Sirion    | San Felipe    | Establecimientos La Mamma - Incomin - Molinera Aconcagua - Amortiguadores Atlanta       |
| 52 | Rodrigo Villarroel | Carlos Maldonado   | Suzuki Swift       | Puerto Montt  | Impresoras Lexmark                                                                      |

- Datos: Q25407460